# Bukit Seulamat
Bukit Seulamat är en kulle i Indonesien.   Den ligger i provinsen Aceh, i den västra delen av landet, 1 600 km nordväst om huvudstaden Jakarta. Toppen på Bukit Seulamat är 41 meter över havet.
Terrängen runt Bukit Seulamat är platt.Runt Bukit Seulamat är det tätbefolkat, med 442 invånare per kvadratkilometer. Omgivningarna runt Bukit Seulamat är en mosaik av jordbruksmark och naturlig växtlighet.